# El manantial (telenovela de 1995)
El manantial es una telenovela colombiana de Producciones JES que fue transmitida por el Canal A del 20 de febrero de 1995 al 8 de marzo de 1996, contando con una duración de 110 capítulos. Una historia llena de intrigas, suspenso, odio, venganza y, por supuesto, el amor bajo un manto de espiritismo.
Estuvo protagonizada Astrid Carolina Herrera y Luis Mesa, con las participaciones antagónicas de Sandra Eichler, Rita Bendek y Roberto Escobar.

## Sinopsis
El manantial es la historia de amor entre la campesina Eva María Sandoval (Astrid Carolina Herrera) y el millonario prestigioso novelista Carlos Arciniegas (Luis Mesa). Juntos lucharán contra la codicia, el odio y la envidia que rodean su mundo. Se enfrentaran a los más fuertes escollos, descubrirán verdades dolorosas y vivirán de diversas maneras uno de los sentimientos más nobles y complejos: el amor. Es la vida atormentada de un hombre, quien deberá enfrentar un pasado de dolor y sufrimiento al enamorarse de la hija de los asesinos de su madre sin saberlo, creando una situación muy confusa que deberá aclarar para encontrar la paz y ser feliz junto a la mujer que ama... o que deberá odiarla por toda la vida.

## Reparto
- Astrid Carolina Herrera - Eva María Sandoval
- Luis Mesa - Carlos Arciniegas
- Sandra Eichler - Teresa Bustillos
- Gustavo Angarita - Rodrigo Arciniegas
- Kristina Lilley - María Julia Arciniegas
- Julio Sánchez Cóccaro - José Ángel Sandoval
- Helios Fernández - Julián
- Horacio Tavera - Enrique Jaramillo
- Rita Bendek - Carolina Bustamante
- Marcelo Dos Santos - Felipe Delmont
- Roberto Escobar - Vicente Pavón
- Liliana Londoño - Angélica
- Ana María Aristizábal - Alicia
- Nohra Perfecta Pereiro
- Maguso
- Luis Fernando Bohórquez
- María Eugenia Arboleda
- Perucho Conde
- Marcela Gallego
- Marlon Moreno
- Jimmie Bernal - Christopher

## Equipo de producción
- Historia original - Mariela Romero
- Diseño de Escenografía - Alberto Sánchez Cristo
- Dirección de Arte - Iván Martelo
- Escenografía - Nelson Achury
- Ambientación - José Vicente Chávez
- Diseño de vestuario - Nelson Forero
- Dirección de Fotografía - Melco Morales, Manuel Bello
- Cámara - Saúl Triana, Juan Carlos Zabaleta
- Sonido - Guillermo López
- Diseño de Maquillaje - Helmuth Karpf
- Música Original - Josefina Severino
- Producción - Liuba Healp
- Edición - Elsa Vásquez
- Script - Ma. Claudia García
- Asistente de Dirección - Asier Aguilar
- Producción Ejecutiva - Julio Sánchez Cristo
- Dirección General - Kepa Amuchastegui